# Sedillo, New Mexico
Sedillo, New Mexico (енгл. Sedillo) насељено је место без административног статуса у америчкој савезној држави Њу Мексико.

## Демографија
По попису из 2010. године број становника је 802.
| Група             | 2000.    | 2010.       |
| Белци             | 0 (0,0%) | 575 (71,7%) |
| Афроамериканци    | 0 (0,0%) | 2 (0,2%)    |
| Азијати           | 0 (0,0%) | 12 (1,5%)   |
| Хиспаноамериканци | 0 (0,0%) | 194 (24,2%) |
| Укупно            | 0        | 802         |